# Катран вануатський
Катран вануатський (Squalus rancureli) — акула з роду Катран родини Катранові. Інша назва «катран Сірано».

## Опис
Загальна довжина досягає 74-77 см. Голова середнього розміру. Морда вузька, дуже довга, параболічна. Відстань від кінчика носа до очей значно більше відстані від очей до першої зябрової щілини. Очі великі, мигдалеподібні. Ніздрі розміщені значно ближче до лінії рота, ніж до кінчика морди. Рот широкий, зігнутий. Зуби однакового розміру та форми на обох щелепах — косі, мають нахил до кутів рота. Тулуб стрункий, веретеноподібний. Грудні плавці широкі з вузькими та закругленими кінчиками. Має 2 спинних плавця. Передній спинний плавець значно більше за задній. Його шип нижче за плавець. Шип заднього плавця трохи вище за плавець та складає 5% довжини тіла. Черевні плавці невеличкі, розташовані ближче до першого спинного плавця. Хвостовий плавець вузький, веслоподібний, нижня лопать слабко розвинена, з зубчастим заднім краєм. Бокові килі на хвостовому стеблі відсутні. Анальний плавець відсутній.
Забарвлення спини сіре або сіро-коричневе. Черево має попелясто-білий колір. Кінчики плавців з темно-сірим забарвленням.

## Спосіб життя
Тримається на глибинах 320–440 м. Полює на здобич біля дна, є бентофагом. Живиться ракоподібними, кальмарами, морськими черв'яками, іноді дрібною донною рибою.
Статева зрілість настає при розмірі 65 см. Це яйцеживородна акула. Самиця народжує 3 акуленят завдовжки 24 см.

## Розповсюдження
Мешкає в акваторії держави Вануату.